# Площа Шевченка (Дніпро)
Площа Шевченка  — площа у Нагірному районі Соборного адміністративного району Дніпра.
Площа Шевченка розташована на північному краї пагорбу з видом на річку Дніпро. Униз схилом пагорбу лежить колишній маєток Лазаря Глоби, що був забудований під палац Потьомкіна, а зараз є міським парком Шевченка.
Площа тягнеться із заходу від перехрестя вулиць Вернадського та Єфремова, на схід до вулиці Мусліма Магомаєва. Північна сторона площі є фасадом парку Шевченка. Довжина площі  — 350 метрів.

## Історія
Запроєктована на плані Катеринослава 1792 року архітектором Іваном Старовим. На північній стороні площі був зведений Потьомкінський палац.
До 1923 називалася Палацовою (Дворцовою) площею.
У 1923-29 роках носила ім'я Льва Троцького — Троцька площа. 1929 року отримала сучасну назву імені Тараса Шевченка.

## Перехресні вулиці
- вулиця Вернадського,
- вулиця Єфремова,
- вулиця Яворницького,
- вулиця Магомаєва.

## Будівлі
- № 1 — Потьомкінський палац.
- № 3 — Соборна районна рада міста Дніпро.
- № 4 — елітний житловий комплекс «Олександрійський» — 13-ти поверхова висотка, зведена у 2001 році; у 2006 році біля цієї будівлі був скоєний замах на Генадія Корбана.
- № 4а — готель «Жовтневий» на 64 номери, — колишній радянський готель для партійної номенклатури.
- № 5 — Меморіальний будинок-музей Дмитра Яворницького, — підрозділ Дніпровського історичного музею.

## Транспорт
У західній частині площі кінцева зупинка тролейбусного маршруту № 4.